# 四英里鎮區 (愛荷華州波爾克縣)
四英里鎮區（英語：Four Mile Township）是位於美國愛荷華州波爾克縣的一個行政鎮區。

## 地方資料
根據2010年美國人口普查的數據，四英里鎮區的面積為49.55平方千米，當中陸地面積為48.48平方千米，而水域面積為1.07平方千米。當地共有人口9250人，而人口密度為每平方千米186.68人。